# 상담사
상담사(相談士), 상담가, 상담원(相談員)은 상담을 하는 것을 직업으로 가진 사람을 의미한다. 상담(相談)은 의견 등을 구하기 위해 다른 사람에게 조언을 구하는 행위를 말한다.

## 종류
- 콜 센터 직원, 텔레마케터
- 카운슬러
- 컨설턴트
- 고문 (역직)
- 멘토